# Paul Franke (Eiskunstläufer)
Paul Franke (* 1888; † 1950) war ein deutscher Eiskunstläufer, der im Einzellauf startete.
Franke gehörte in den 1920er Jahren mit Werner Rittberger zu den besten deutschen Eiskunstläufern. 1920, 1921 und von 1923 bis 1926 wurde er hinter ihm Vizemeister bei den deutschen Meisterschaften. In den Jahren 1927 und 1929 wurde Franke deutscher Meister. Er nahm viermal an Europameisterschaften teil, 1924, 1925 und 1929 wurde er jeweils Sechster und 1927 Fünfter. Franke bestritt drei Weltmeisterschaften. 1926 belegte er den neunten und 1928 den achten Platz, 1927 zog er zurück. Bei seinen einzigen Olympischen Spielen wurde er 1928 in St. Moritz Zwölfter. Franke startete für den Berliner Schlittschuhclub.

## Ergebnisse
| Wettbewerb / Jahr        | 1920 | 1921 | 1922 | 1923 | 1924 | 1925 | 1926 | 1927 | 1928 | 1929 |
| ------------------------ | ---- | ---- | ---- | ---- | ---- | ---- | ---- | ---- | ---- | ---- |
| Olympische Winterspiele  |      |      |      |      |      |      |      |      | 12.  |      |
| Weltmeisterschaften      |      |      |      |      |      |      | 9.   | Z    | 8.   |      |
| Europameisterschaften    |      |      |      |      | 6.   | 6.   |      | 5.   |      | 6.   |
| Deutsche Meisterschaften | 2.   | 2.   |      | 2.   | 2.   | 2.   | 2.   | 1.   |      | 1.   |

- Z = Zurückgezogen